# Hoje Tem
O Hoje Tem foi um programa de variedades brasileiro produzido e exibido pela TV Gazeta e apresentado por Pâmela Domingues. O programa estreou em 1 de dezembro de 2011, indo ao ar semanalmente toda quinta-feira às 23h30 e com reprise aos domingos às 18h, saindo da grade da emissora em 13 de outubro de 2016. Com uma linguagem voltado aos jovens, a atração mostra pontos culturais, espetáculos e alternativas de lazer e gastronomia na cidade de São Paulo.

## História

### Antecedentes
Em 2010, após o fim do BestShop TV, Pâmela Domingues se torna repórter do Mulheres, comandando o quadro Vambora com reportagens culturais na capital paulista. Devido a boa recepção do quadro, a emissora propôs um desmembramento para um programa próprio apresentado apenas por Pâmela durante a noite, aumentando as reportagens.

### O programa
Em 1 de dezembro de 2011 o programa estreia nas noites de quinta-feira, com duração de 30 minutos, mostrando reportagens focadas na cidade de São Paulo sobre peças teatrais, espetáculos culturais, opções de bares, restaurantes e baladas para diversos públicos, alternativas de lazer, além de pautas sobre qualidade de vida e prestação de serviço. Ocasionalmente, o programa exibe algumas reportagens fora da cidade, como dicas de viagens para outras cidades e países, incluindo reportagens na Argentina, Estados Unidos e Europa. O formato é similar ao Pé na Rua, da TV Cultura.

## Prêmios e indicações
| Ano  | Prêmio                                            | Categoria               | Indicação                        | Resultado | Ref.   |
| ---- | ------------------------------------------------- | ----------------------- | -------------------------------- | --------- | ------ |
| 2013 | Troféu São Paulo – Capital Mundial da Gastronomia | Reportagem de Televisão | Reportagem: "Rastaurateur"       | Venceu    | [ 9 ]  |
| 2013 | Troféu São Paulo – Capital Mundial da Gastronomia | Reportagem de Televisão | Reportagem: "Sancho Bar y Tapas" | Indicado  | [ 9 ]  |
| 2013 | Troféu São Paulo – Capital Mundial da Gastronomia | Reportagem de Televisão | Reportagem: "Aro 27"             | Indicado  | [ 9 ]  |
| 2014 | Troféu São Paulo – Capital Mundial da Gastronomia | Reportagem de Televisão | Reportagem: "A Queijaria"        | Venceu    | [ 10 ] |